# Trận Tát Nhĩ Hử
Trận Sarhū hay Trận Tát Nhĩ Hử (chữ Hán: 薩爾滸之戰; Tát Nhĩ Hử chi chiến) đề cập đến một loạt các trận đánh giữa quân Hậu Kim (tiền thân của nhà Thanh) và liên quân Minh - Joseon cùng một số bộ tộc Nữ Chân ly khai, đễn ra vào mùa đông năm 1619. Trận chiến đóng vai trò trong việc khẳng định thế lực Nữ Chân trỗi dậy trong 3 thế kỷ sau đó. Về mặt quân sự, trận chiến được nhấn mạnh bởi việc sử dụng chiến thuật kỵ binh hạng nặng của Hậu Kim đánh bại lực lượng quân Minh và Joseon được trang bị pháo cầm tay, đại bác và súng hỏa thương thời kỳ đầu.

## Bối cảnh
Trước trận chiến,Nỗ Nhĩ Cáp Xích đã thống nhất hầu hết các bộ tộc Nữ Chân, ngoại trừ tộc Diệp Hách (Yehe), và có thái độ thù địch với nhà Minh vì sự thiên vị và can thiệp vào các vấn đề của các bộ tộc Nữ Chân. Năm 1618, ông tuyên bố Thất đại hận (nadan amba koro, 七大恨), công khai tuyên chiến với nhà Minh. Quân Kim nhanh chóng chiếm được Phủ Thuận, Thanh Hà và nhiều thành trì khác trước khi rút lui. Cái chết của phó tướng nhà Minh Trương Thừa Âm trong trận Phủ Thuận đã làm nhà Minh choáng váng. Năm 1619, Nurhaci tấn công bộ tộc Yehe như một nỗ lực diệt trừ ảnh hưởng của nhà Minh trong liên minh các bộ tộc Nữ Chân. Nhà Minh đáp trả bằng cách phái một lực lượng viễn chinh do Binh bộ Thị lang, Liêu Đông Kinh lược sứ Dương Cảo làm tổng chỉ huy, tấn công thủ phủ Hetu Ala của nhà Kim từ bốn hướng.

## Binh lực quân Minh
| Đơn vị       | Chỉ huy | Binh lực ước tính |
| ------------ | --- | ----------------- |
| Tổng chỉ huy | Kinh lược sứ Dương Cảo (楊鎬)                                                                                                   | vài ngàn          |
| Tây lộ quân  | Chỉ huy: Tổng binh Đỗ Tùng (杜松) Tổng binh Vương Tuyên (王宣) Tổng binh Triệu Mộng Lân (趙夢麟) Giám quân Trương Thuyên (張銓) | 30.000            |
| Tây lộ quân  | Du kích Cung Niệm Toại (龔念遂) Du kích Lý Quý Bí (李季泌)                                                                      | 2.000             |
| Bắc lộ quân  | Chỉ huy: Tổng binh Mã Lâm (馬林) Phó tướng Ma Nham (麻岩)                                                                       | 10.000            |
| Bắc lộ quân  | Giám quân Phạm Tông Nhan (范宗顏)                                                                                               | 10.000            |
| Bắc lộ quân  | Du kích Bảo Vĩnh Trừng (寶永澄) Gintaisi (金台石) (bộ tộc Diệp Hách)                                                            | 10.000            |
| Đông lộ quân | Chỉ huy: Tổng binh Lưu Đinh (劉綎) Giám quân Khang Ưng Càn (康應乾)                                                             | 10.000            |
| Đông lộ quân | Du kích Kiều Nhất Kỳ (喬一琦) Chỉ huy quân Joseon Gang Hong-rip (姜弘立)                                                        | 20.000            |
| Nam lộ quân  | Chỉ huy: Tổng binh Lý Như Bá (李如栢) Tổng binh Hạ Thế Hiền (賀世賢) Giám quân Diêm Minh Thái (閻鳴泰)                          | 40.000            |

## Hình thái thế trận

### Tây lộ
Cánh quân của Đỗ Tùng khởi hành từ phía tây Thẩm Dương vào đêm 29 tháng 2 âm lịch và đến ngày 3 tháng 3 âm lịch đã tiến vào được Phủ Thuận mà không tốn chút sức lực nào vì quân Kim đã chủ động rút lui. Cho là quân Kim rút chạy, Đỗ Tùng háo hức muốn tiến quân để nhanh chóng tiêu diệt quân Kim trước khi đại quân kéo đến. Tuy nhiên, cánh quân của Đỗ Tùng đã phải lưu lại tại Phủ Thuân mất 10 ngày do có tuyết lớn, nhưng sau đó Đỗ Tùng đã mất kiên nhẫn và tiếp tục hành quân dù điều kiện không thuận lợi.
Khi quân Đỗ Tùng tiến đến sông Hồn, quân Kim đã kịp thiết lập hệ thống phòng thủ ở phía bên kia sông. Tuy Đỗ Tùng được khuyên rằng nên cắm trại lại để lập phòng tuyến đối lập với quân Kim, nhưng ông ta đã bỏ qua và quyết định đưa 1 vạn quân do chính ông ta chỉ huy vượt sông để tấn công tuyến phòng thủ của quân Kim, để lại 2 vạn quân với các quân trang và vũ khí nặng ở lại trại. Một số tài liệu cho rằng quyết định của Đỗ Tùng được đưa ra khi ông ta đang say rượu. Ông ta cũng được yêu cầu mặc áo giáp nhưng đã từ chối. Trong khi quân Đỗ Tùng mới vượt sông nửa chừng, Nurhaci đã ra lệnh cho quân mình phá vỡ những con đập đã được chuẩn bị và do đó, một phần cánh quân của Đỗ Tùng cùng với quân trang đã bị nước cuốn trôi. Viên chỉ huy phụ trách trại đã cố gắng điều động nhưng bất lực do hỗn loạn.
Đêm đó, Đỗ Tùng chia lực lượng của mình thành hai cánh, một ở đèo Sarhu và một ở đồn Giới Phàm (Cát Lâm Nhai) để đóng trại. Nurhaci đã chi cho hai con trai mình là Hong Taiji và Daišan, mỗi người dẫn một kỳ, tấn công để kìm giữ quân Minh ở trại vách đá Cát Lâm, còn chính mình thì chỉ huy 6 kỳ còn lại để tấn công thẳng vào trại Sarhu.
Quân Minh tại trại Sarhu đã tổ chức phản công vào quân Kim nhưng nhanh chóng bị rơi vào một cái bẫy phục kích trong khi truy đuổi và bị đẩy về phía dòng sông. Quân Minh đã cố gắng chống cự, nhưng kỵ binh của quân Kim nhanh chóng đè bẹp mọi kháng cự.
Nurhaci sau đó tập trung tất cả lực lượng của mình chuyển sang phá trại do chính Đỗ Tùng chỉ huy. Đỗ Tùng và 2 phó tướng là Vương Thuyên và Triệu Mộng Lân đều tử trận. Đỗ Tùng chết vì một mũi tên được cho là của Laimbu, con trai thứ 13 của Nurhaci. Sau khi tiệu diệt hoàn toàn cánh quân Tây lộ, quân Kim nhanh chóng chuyển quân sang phía Đông Bắc, chuẩn bị công kích cánh Bắc lộ quân do Mã Lâm chỉ huy đang tiến đến Thượng Giám Nhai.

### Bắc lộ
Khi nhận được tin thất trận do các tàn quân Tây lộ đưa về, Mã Lâm càng thận trọng hơn. Ông ta chia lực lượng của mình, hợp cùng các tàn quân của Đỗ Tùng tập hợp lại, lập thành ba trại kiên cố tại Thượng Giám Nhai, bảo vệ bởi hỏa pháo và chiến lũy.
Nurhaci tập trung lực lượng đánh thẳng vào trại do Mã Lâm trực tiếp chỉ huy. Lực lượng kỵ binh của Nurhaci tấn công cực nhanh làm vô hiệu hóa hỏa lực từ các hỏa pháo bắn chậm của quân Minh, vốn chỉ kịp khai hỏa được một lượt trước khi bị quân Kim áp sát. Quân Minh hoảng loạn và bị kỵ binh Kim tiêu diệt hoàn toàn. Chủ tướng Mã Lâm đã trốn thoát trong khi một nửa quân Minh bị giết hoặc bị bắt. Hai trại còn lại cũng tự động tan vỡ khi nhận được được tin trại chính đã bị tiêu diệt.

### Đông lộ
Trước tin thất bại của cả Tây lộ và Bắc lộ liên tiếp báo về, Dương Cảo bèn ra lệnh cho 2 cánh quân còn lại rút lui và tập hợp lại, nhưng lệnh đã không đến được với Lưu Đinh. Vì vậy, cánh quân Đông lộ vẫn tiếp tục tiến sâu hướng về Hetu Ala.
Quân Kim sau đó quyết định chọn tấn công cánh quân Lưu Đinh tiếp theo, vì cánh quân Nam lộ của Lý Như Bá chủ yếu đi qua những con đường núi, do đó sẽ tiến chậm hơn và dễ dàng chặn đứng. Khác với Đỗ Tùng và Mã Lâm, cánh quân Nam lộ đã thu được một vài thắng lợi trong việc đánh bại các toán trinh sát của quân Kim, hạ được 3 đồn, giết chết 2 tướng Kim và làm thương vong 3.000 quân Kim.
Nurhaci và Daišan trở về Hetu Ala với 4.000 quân để hồi phục. Trước khi rời đi, Nurhaci đã ra lệnh cho một số binh lính Kim cải trang thành quân Minh và trà trộn vào cánh quân của Lưu Đinh. Các điệp viên Kim đã làm giả thư của Đỗ Tùng gữi cho Lưu Đinh, nói rằng Tây lộ quân đã tiếp cận Hetu Ala (Hách Đồ A Lạp), yêu cầu Lưu Đinh phải tăng tốc độ hành quân. Lưu Đinh bị mắc bẫy và việc tăng tốc độ hành quân đã làm cho đội hình hành quân của Đông lộ quân mất đi sự liên kết khi họ tiến sâu vào một thung lũng.
Đông lộ quân bị quân Kim phục kích ở đèo Abudali (阿布達 里, A Bố Đạt Lý), cách Hetu Ala khoảng 60 dặm, khi toàn bộ đội hình đang đi qua một thung lũng. Sau cuộc công kích của quân Kim, do Daišan rồi sau đó là của Hong Taiji, Đông lộ quân thương vong nặng nề với khoảng 3.000 quân Chiết Giang và hơn 7.000 quân H'mong bị giết. Lưu Đinh tử trạn trong đám loạn quân sau khi đích thân giết được một số lính Kim.
Lực lượng Joseon gồm 10.000 quân cấm vệ và 3.000 cung thủ bị cản trở bởi cơn gió khắc nghiệt. Cung thủ Joseon đã bắn những mũi tên không có đầu vì họ không có ý định chiến đấu. Tuy nhiên, các cấm vệ quân đã chiến đấu rất dũng cảm cho đến khi các đồng minh của họ đầu hàng. Sự dũng cảm của các binh sĩ cấm vệ Triều Tiên được hoàng đế nhà Thanh tương lai Hong Taiji đánh giá cao, vì vậy ông đã tha chết cho chỉ huy quân Joseon là Gang Hong-rip và các cấm vệ quân còn sống sót.

### Nam lộ
Cánh quân Nam lộ do Lý Như Bá chỉ huy trong khi chật vật hành quân trên đường núi thì nhận được lệnh rút lui. Tuy Nam lộ quân không có thương vong nào do sự công kích nào của quân Kim,  nhưng sự hoảng loạn của quân Minh, cộng với các toán quân nghi binh của quân Kim, đã làm cách quân này thương vong hàng hàng binh sĩ trong quá trình rút chạy.

## Hậu quả
Dương Cảo ngay lập tức bị bắt bởi Cẩm y vệ và bị giam 10 năm trước khi bị xử tử.
Lý Như Bá bị đàn hặc là đã có tư thông với Nurhaci. Ông đã tự sát trước khi xét xử.
Mã Lâm chạy thoát về được Khai Nguyên. Nhưng ông cũng bị quân Kim bắt giết sau khi thành trì bị thất thủ vài tháng sau đó.
Sau khi trở về Hetu Ala, Nurhaci đã ăn mừng với đoàn quân chiến thắng. Ông cũng gửi một sứ giả tới Joseon để trách mắng việc người Triều Tiên giúp đỡ nhà Minh. Để không chọc giận Nurhaci, triều đình Joseon đã phúc đáp thư chúc mừng chiến thắng, nhưng vẫn lập lờ trong các mối quan hệ với nhà Kim sau đó.
Hai phần ba trong số 13.000 quân Joseon đã bị giết. Những binh sĩ còn sống sót sau đó cũng được quân Kim thả ra và được phép hồi hương. Gang Hong-rip được nhà Kim giữ lại do việc ông thành thạo ngôn ngữ của người Nữ Chân. Sau cuộc chiến, Gang được tin gia đình mình đã chết trong cuộc đảo chính ở Joseon. Để trả thù, Gang đã xúc giục nhà Kim xâm chiếm Joseon, dẫn đến cuộc xâm lược Triều Tiên lần thứ nhất của Mãn Châu vào năm 1627. Chỉ mãi về sau, Gang mới phát hiện ra rằng mình đã bị lừa.

## Hình ảnh

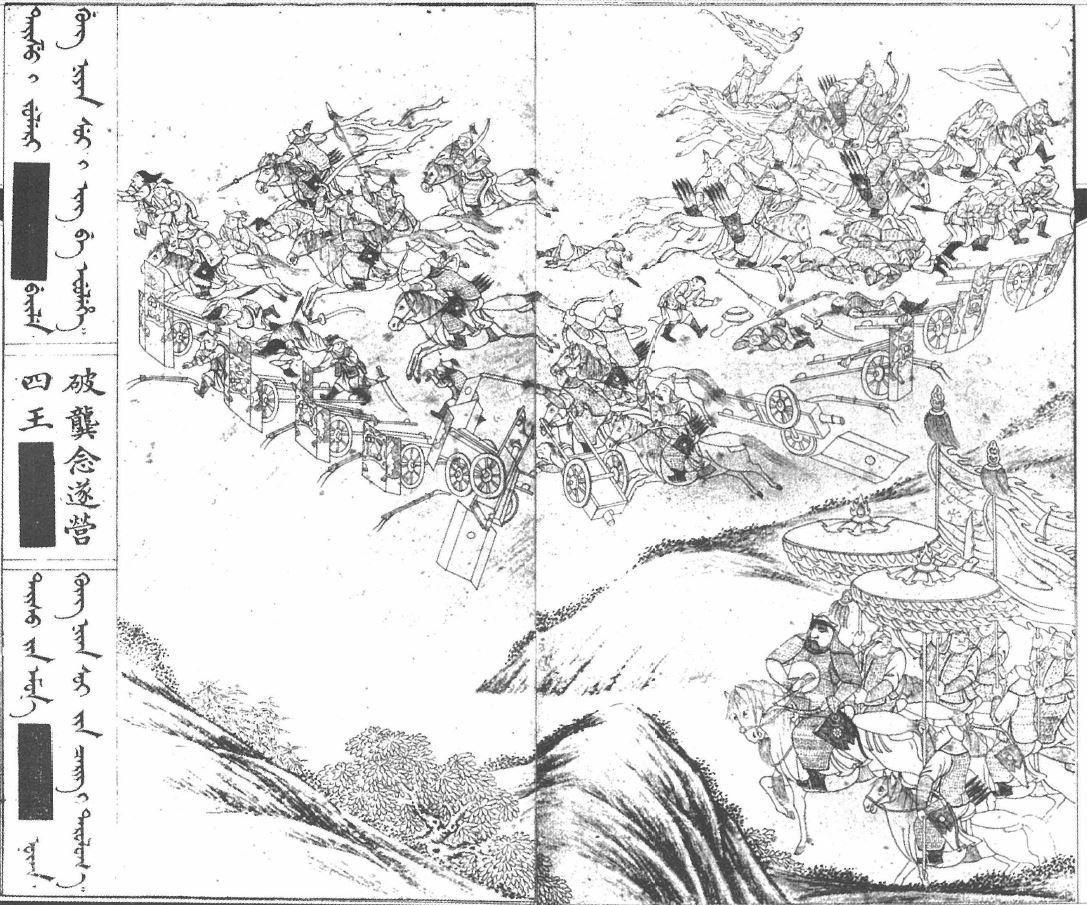
Kỵ binh Kim tấn công trại Minh từ phía sau
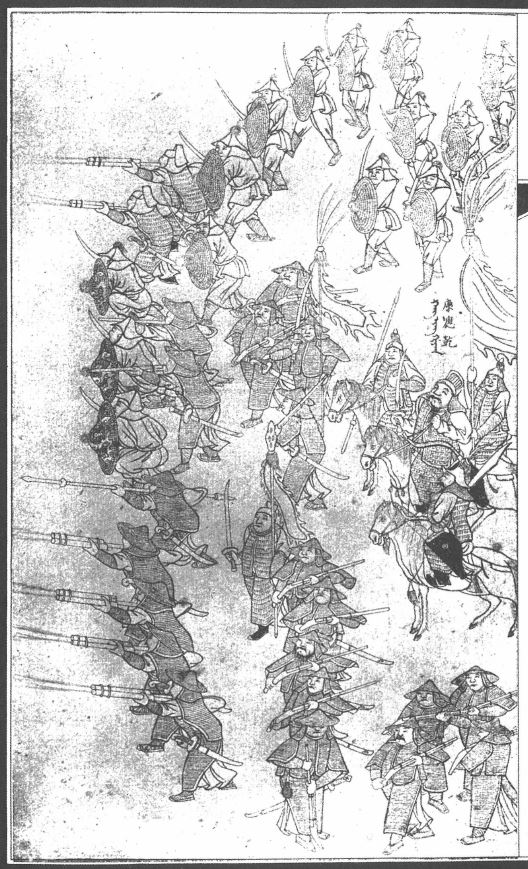
Trại của Khang Ưng Càn bị tràn ngập
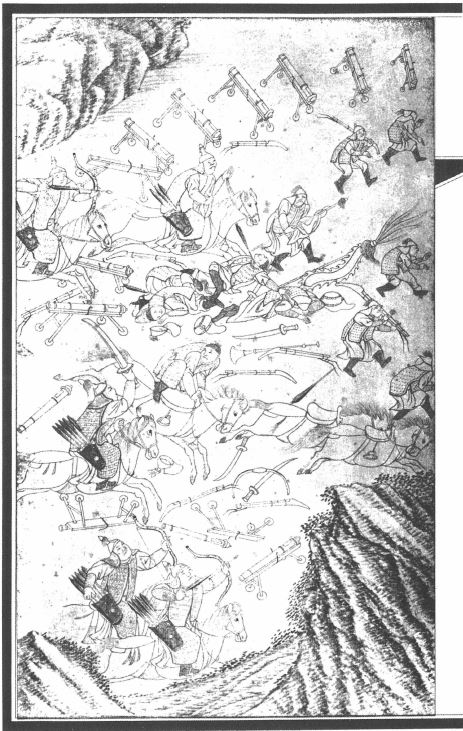
Quân Kim tràn ngập trại của Mã Lâm
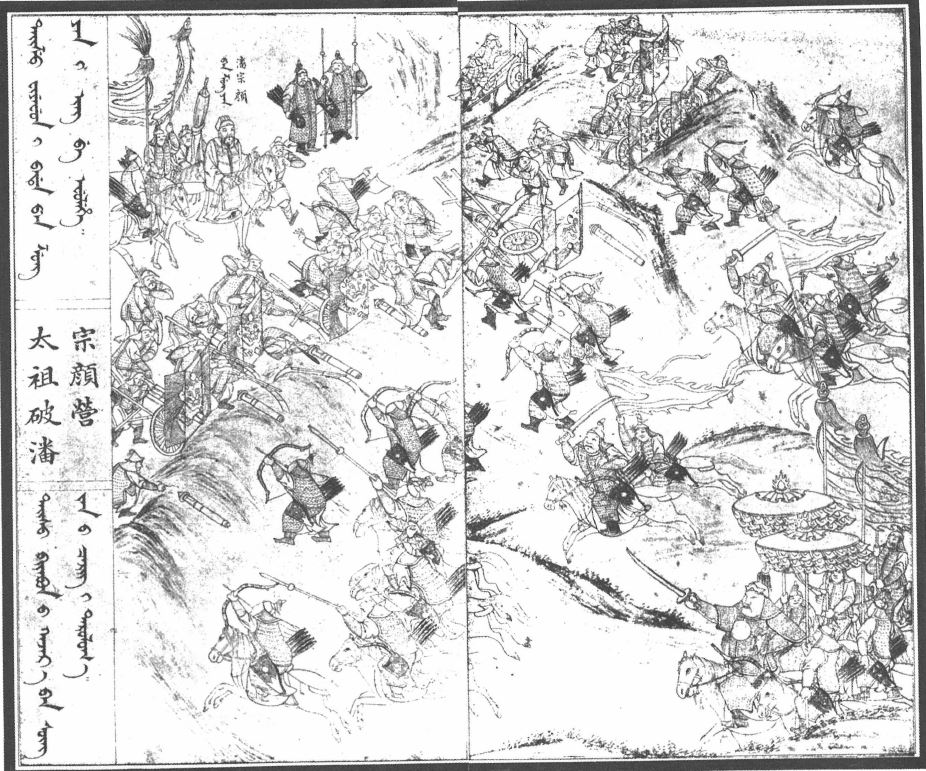
Trại của Phạm Tông Nhan bị tấn công